# Meridiano 136 E
O meridiano 136 E é um meridiano que, partindo do Polo Norte, atravessa o Oceano Ártico, Ásia, Oceano Pacífico, Australásia, Oceano Índico, Oceano Antártico, Antártida e chega ao Polo Sul. Forma um círculo máximo com o meridiano 44 W.
Começando no Polo Norte, o meridiano 136º Este tem os seguintes cruzamentos:
| País, território ou mar | Notas |
| ----------------------- | --- |
| Oceano Ártico           | |
| Mar de Laptev           | |
| Rússia                  | Iacútia - Ilha Belkovsky                                                                                                   |
| Mar de Laptev           | |
| Rússia                  | Iacútia - Ilha Stolbovoy                                                                                                   |
| Mar de Laptev           | |
| Rússia                  | Iacútia Krai de Khabarovsk                                                                                                 |
| Mar de Okhotsk          | |
| Rússia                  | Krai de Khabarovsk Krai de Primorsky                                                                                       |
| Mar do Japão            | |
| Japão                   | Ilha de Honshū |
| Oceano Pacífico         | |
| Indonésia               | Ilha Biak |
| Oceano Pacífico         | |
| Indonésia               | Ilha Yapen |
| Baía Cenderawasih       | |
| Indonésia               | Ilha Nova Guiné |
| Mar de Arafura          | |
| Austrália               | Ilha Drysdale e Território do Norte                                                                                        |
| Golfo de Carpentária    | |
| Austrália               | Território do Norte Austrália Meridional                                                                                   |
| Oceano Índico           | |
| Oceano Antártico        | |
| Antártida               | Fronteira entre o Território Antártico Australiano, reivindicado pela Austrália e a Terra Adélia, reivindicada pela França |